# Схагербрюг
Схагербрюг (нід. Schagerbrug) — село в нідерландській провінції Північна Голландія. Входить до муніципалітету Схаген.
Його площа становить 5,64 км², а населення станом на 2021 рік складало 1 750 осіб.
Перша згадка про населений пункт датується 1613 роком. До 2013 року було адміністративним центром муніципалітету Зейпе.

## Галерея

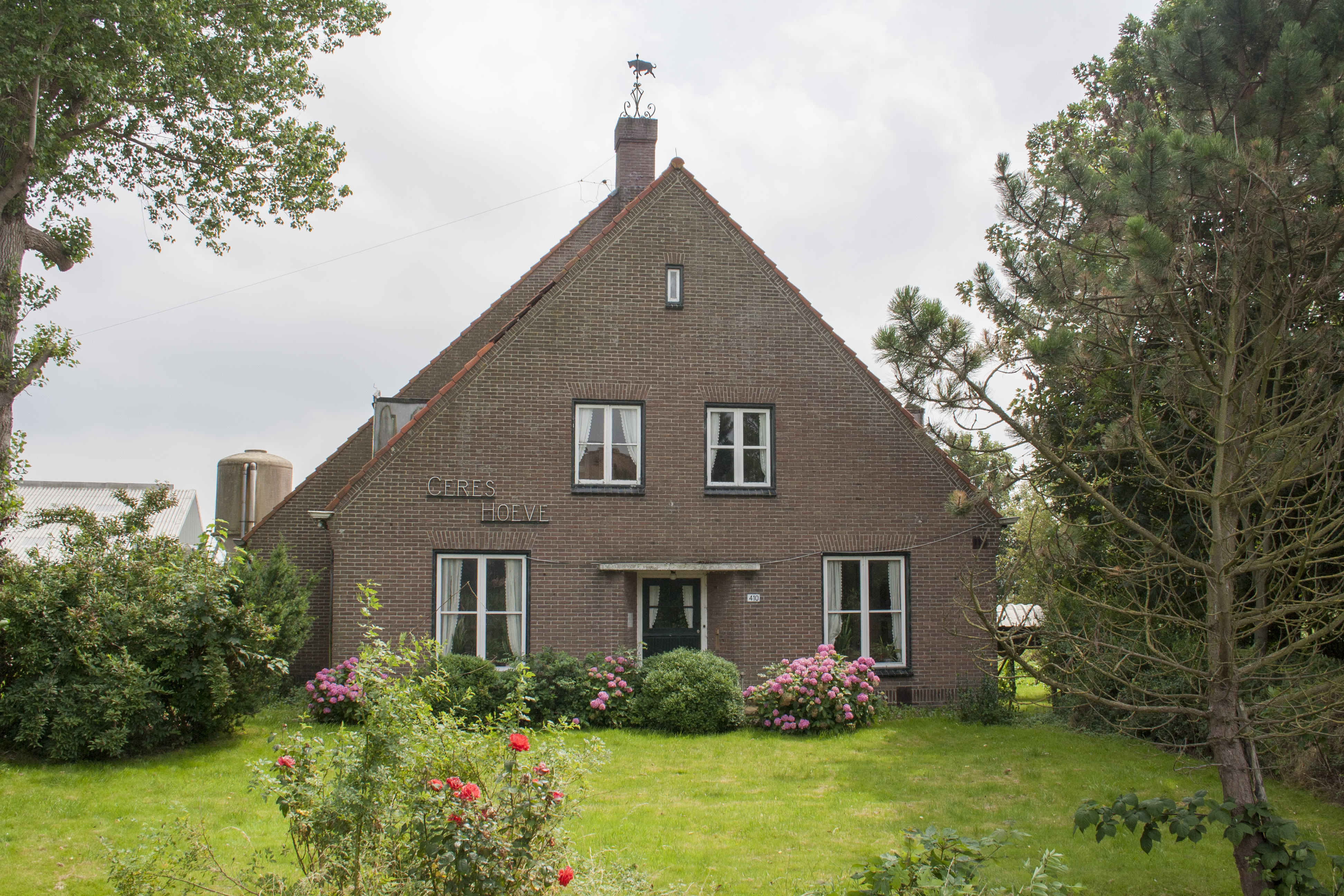
Ферма у Схагербрюзі
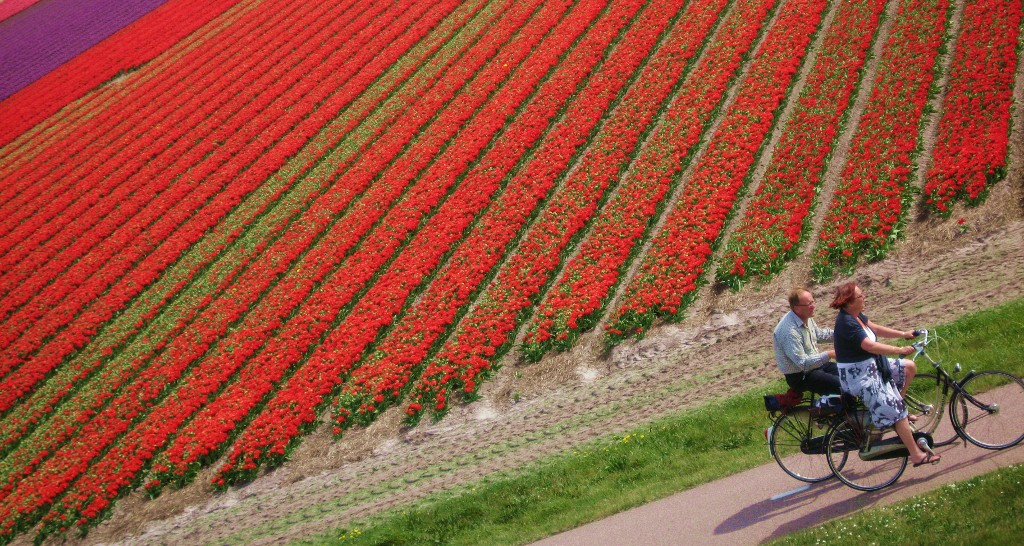
Квіткові поля поблизу села
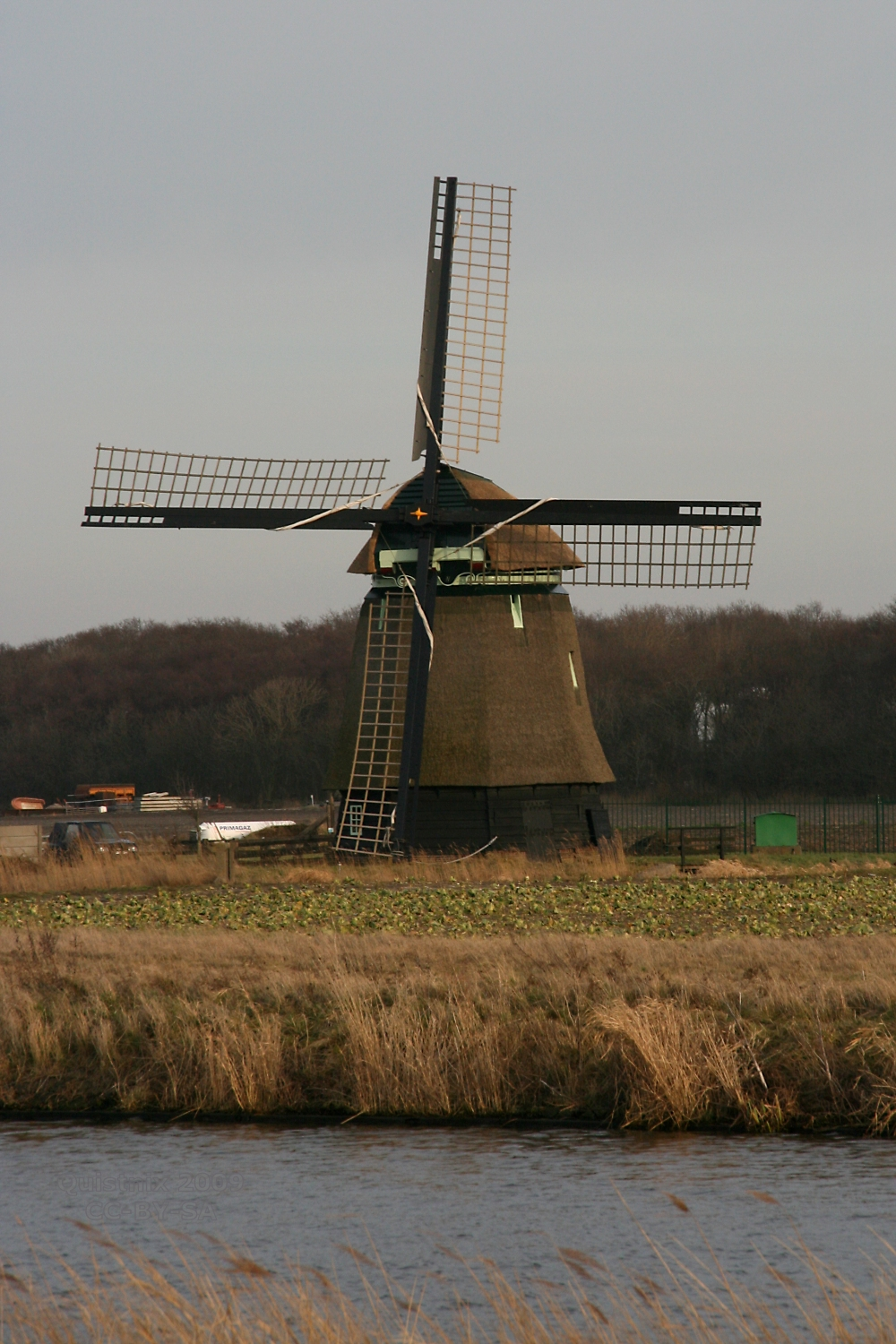
Вітряк Ooster-N
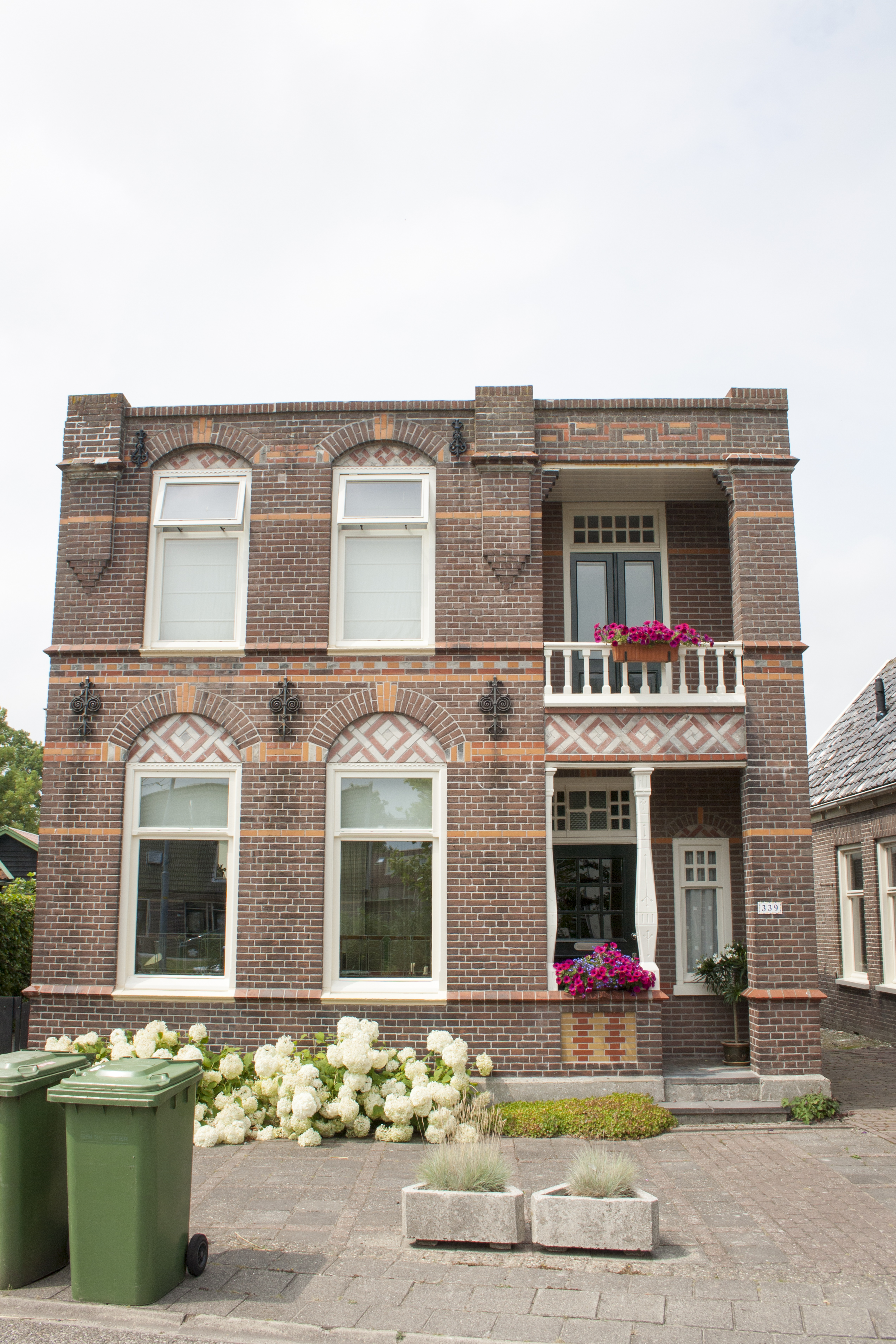
Будинок у Схагербрюзі